# North Meols
North Meols – civil parish w Anglii, w Lancashire, w dystrykcie West Lancashire. W 2011 civil parish liczyła 4146 mieszkańców.